# Distrito de Acobamba (Huancavelica)
El distrito de Acobamba es uno de los ocho que conforman la provincia de Acobamba, ubicada en el departamento de Huancavelica en el Sur del Perú.

## Historia
El distrito fue creado como parte de la provincia de Acobamba, mediante ley del 15 de enero de 1943, durante  el gobierno del presidente Manuel Prado Ugarteche.[cita requerida]

## Toponimia
Según la etimología aceptada, Acobamba proviene del quechua y está formado por la aposición de aqu ('arena') y pampa ('pampa, llanura'). Su significado sería, por tanto, "planicie arenosa".

## Geografía
El distrito tiene una superficie de 910,82 km². Su capital es la ciudad de Acobamba.

## Autoridades

### Municipales
- 2019 - 2022[3]
  - Alcalde: Rolando Vargas Mendoza, del Movimiento Regional Ayni.
  - Regidores:

  1. Filomeno Arotoma Huamaní (Movimiento Regional Ayni)
  2. Victor Sullcaray Ccanto (Movimiento Regional Ayni)
  3. María Elena Sánchez Carrión (Movimiento Regional Ayni)
  4. Blas Ccoñas Chocce (Movimiento Regional Ayni)
  5. Antonio Roldán Soto Mendoza (Movimiento Regional Ayni)
  6. Alejo Arotoma Juño (Movimiento Regional Ayni)
  7. Richard Nelson Arroyo Maury (Movimiento Independiente Trabajando para Todos)
  8. Victor Escobar Taipe (Movimiento Independiente Trabajando para Todos)
  9. Yolanda Oré Retamozo (Movimiento Regional Agua)